# Dale Fuller
Pour les articles homonymes, voir Fuller.
Dale Fuller est une actrice américaine née le 17 juin 1885 à Santa Ana (Californie), et morte le 14 octobre 1948 à Pomona (Californie).

## Filmographie
- 1915 : Crooked to the End
- 1916 : Love Will Conquer
- 1916 : The Village Vampire
- 1916 : An Oily Scoundrel
- 1916 : His Last Laugh
- 1916 : Bath Tub Perils
- 1916 : The Surf Girl : His wife
- 1916 : A Scoundrel's Toll
- 1917 : A Noble Fraud
- 1917 : A Dog's Own Tale
- 1917 : Dodging His Dream
- 1917 : Dodging His Doom
- 1917 : The Camera Cure
- 1917 : His Marriage Failure
- 1917 : His Bitter Fate
- 1917 : An Innocent Villain
- 1917 : Their Domestic Deception
- 1917 : His Baby Doll
- 1922 : Folies de femmes (Foolish Wives) : Maruschka
- 1922 : Borderland : Elly
- 1922 : Manslaughter
- 1922 : Robin Hood
- 1922 : One Wonderful Night
- 1923 : Âmes à vendre (Souls for Sale) de Rupert Hughes : Abigail Tweedy
- 1923 : Les Chevaux de bois (Merry-Go-Round) : Marianka Huber
- 1923 : Un nouveau Napoléon (Tea: With a Kick!) de Erle C. Kenton : Kittie Wiggle
- 1923 : Reno, la ville du divorce (Reno), de Rupert Hughes : Tante Alida Kane
- 1924 : Comédiennes (The Marriage Circle) d'Ernst Lubitsch
- 1924 : Amours de Reine (Three Weeks) d'Alan Crosland : Anna
- 1924 : La Seconde Jeunesse de M. Brunell (Babbitt) : Tillie
- 1924 : Son heure (His Hour), de King Vidor : Olga Gleboff
- 1924 : Husbands and Lovers : Marie
- 1924 : Les Rapaces (Greed) : Maria
- 1925 : Tomorrow's Love : Maid
- 1925 : Le Cargo infernal (The Devil's Cargo) de Victor Fleming : Millie
- 1925 : Lady of the Night : Miss Carr
- 1925 : The Woman hater
- 1925 : La Veuve joyeuse (The Merry Widow)
- 1925 : The Unchastened Woman : Hildegarde Sanbury
- 1925 : The Only Thing
- 1925 : The Shadow on the Wall
- 1925 : Ben-Hur (Ben-Hur: A Tale of the Christ), de Fred Niblo : Amrah
- 1926 : Memory Lane (en) de John M. Stahl
- 1926 : Her Second Chance : Delia
- 1926 : Volcano : Cédrien
- 1926 : A Yankee Doodle Duke
- 1926 : The Speeding Venus : Midge Rooney
- 1926 : Midnight Lovers : Heatley
- 1926 : The Canadian : Gertie
- 1927 : The Beauty Shoppers : Olga
- 1927 : The King of Kings
- 1928 : L'Insoumise (Fazil) : Zouroya
- 1928 : Les Cosaques (The Cossacks) de George William Hill : Ulitka
- 1928 : La Symphonie nuptiale (The Wedding March) : Katerina Schrammel
- 1929 : House of Horror : Gladys
- 1929 : Glad Rag Doll : Miss Peabody
- 1929 : The Sacred Flame : Nurse Wayland
- 1930 : The Man from Blankley's : Miss Finders
- 1930 : The Office Wife
- 1931 : The Great Meadow
- 1932 : Mes petits (Emma)
- 1932 : Raspoutine et l'Impératrice (Rasputin and the Empress)
- 1933 : The Face in the Sky
- 1934 : The House of Mystery (en) de William Nigh : Mrs. Geraldine Carfax
- 1934 : Train de luxe (Twentieth Century) de Howard Hawks : Sadie
- 1934 : Résurrection (We Live Again), de Rouben Mamoulian : Botchkova
- 1935 : Le Marquis de Saint-Evremont (A Tale of Two Cities) de Jack Conway